# Ceriantharia
Ceriantharia of viltkokeranemonen zijn een onderklasse van de bloemdieren (Anthozoa).

## Kenmerken
Viltkokeranemonen lijken erg op zeeanemonen, maar behoren tot een geheel andere subklasse van Anthozoa.. Ze zijn solitair en leven begraven in zachte sedimenten. Buisanemonen leven van binnen en kunnen zich terugtrekken in buizen, die zijn samengesteld uit een vezelig materiaal gemaakt van uitgescheiden slijm en draden van nematocyst-achtige organellen die bekend staan als ptychocysten. In de buizen van deze ceriantharia is meer dan één poliep aanwezig, wat een uitzonderlijke eigenschap is omdat soorten die buissystemen creëren meestal slechts één poliep per buis bevatten. Ceriantharia werden vroeger ingedeeld in het taxon Ceriantipatharia samen met de zwarte koralen, maar zijn sindsdien verplaatst naar hun eigen subklasse Ceriantharia.
Ceriantharia hebben een kroon van tentakels die zijn samengesteld uit twee kransen van duidelijk verschillende grootte tentakels. De buitenste krans bestaat uit grote tentakels die zich naar buiten uitstrekken. Deze tentakels lopen taps toe naar punten en worden meestal gebruikt bij het vangen en verdedigen van voedsel. De kleinere binnenste tentakels worden meer rechtop gehouden dan de grotere laterale tentakels en worden gebruikt voor voedselmanipulatie en opname.
Een paar soorten zoals Anactinia pelagica zijn pelagisch en zijn niet aan de bodem gehecht. In plaats daarvan hebben ze een gaskamer in de pedaalschijf, waardoor ze ondersteboven in de buurt van het wateroppervlak kunnen drijven.

## Orden
- Penicillaria Hartog, 1977
- Spirularia Hartog, 1977